# Talipariti hastatum
Talipariti hastatum är en malvaväxtart som först beskrevs av Carl von Linné d.y., och fick sitt nu gällande namn av Paul Arnold Fryxell. Talipariti hastatum ingår i släktet Talipariti och familjen malvaväxter. Inga underarter finns listade i Catalogue of Life.

## Bildgalleri

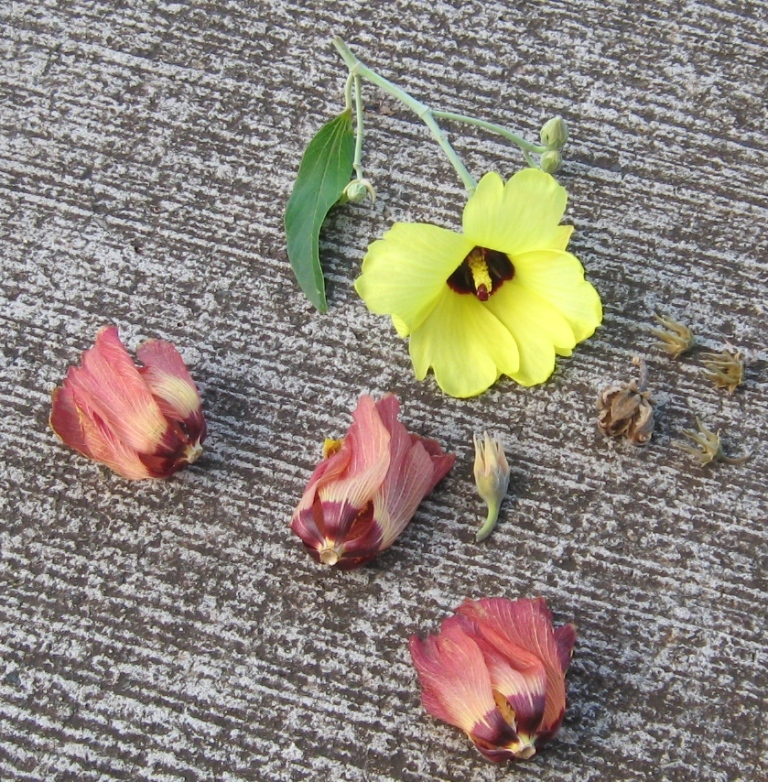
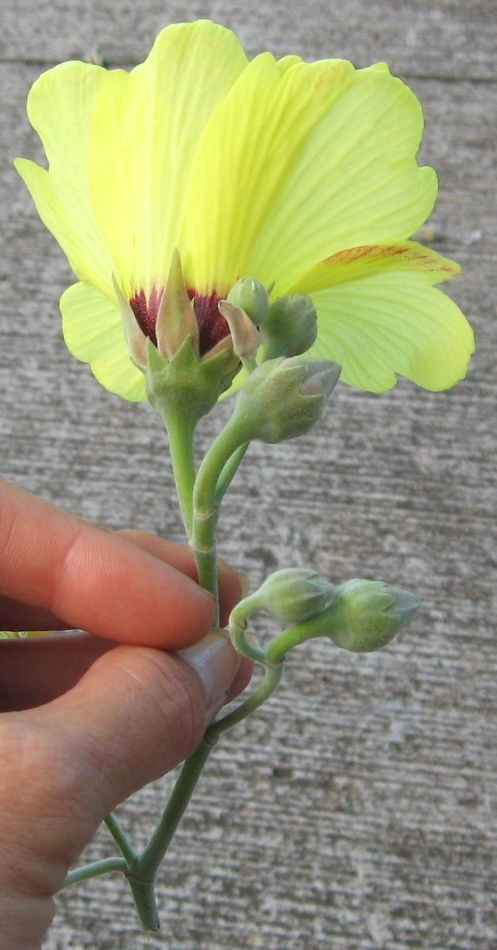
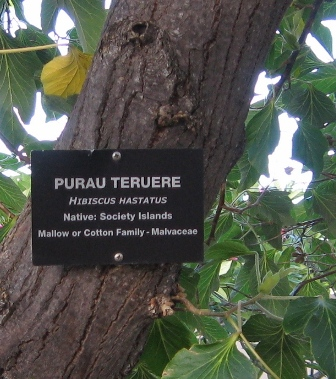
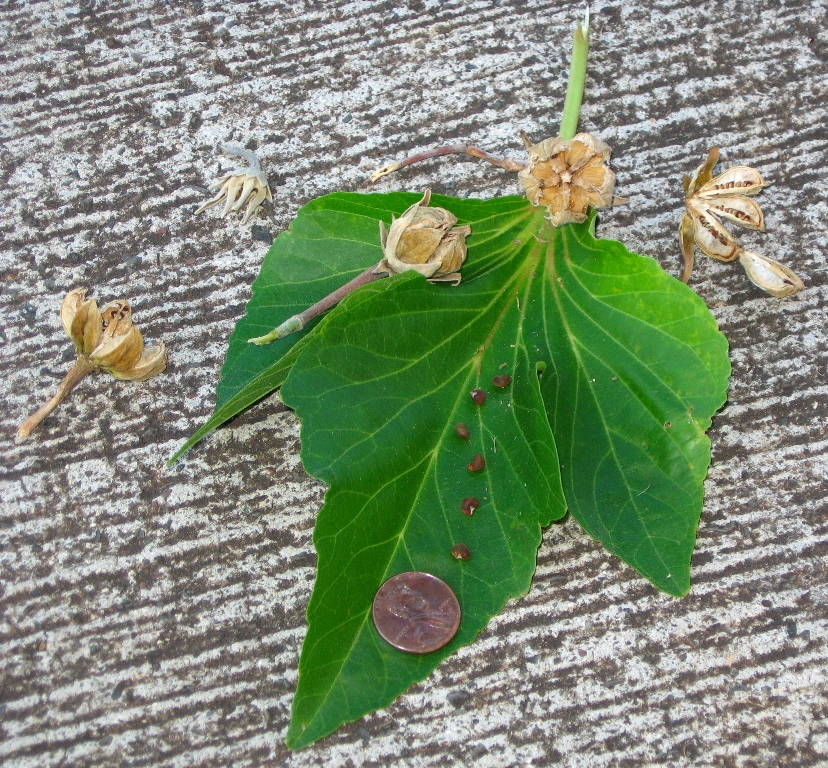